# Àngel Rigall i Verdaguer

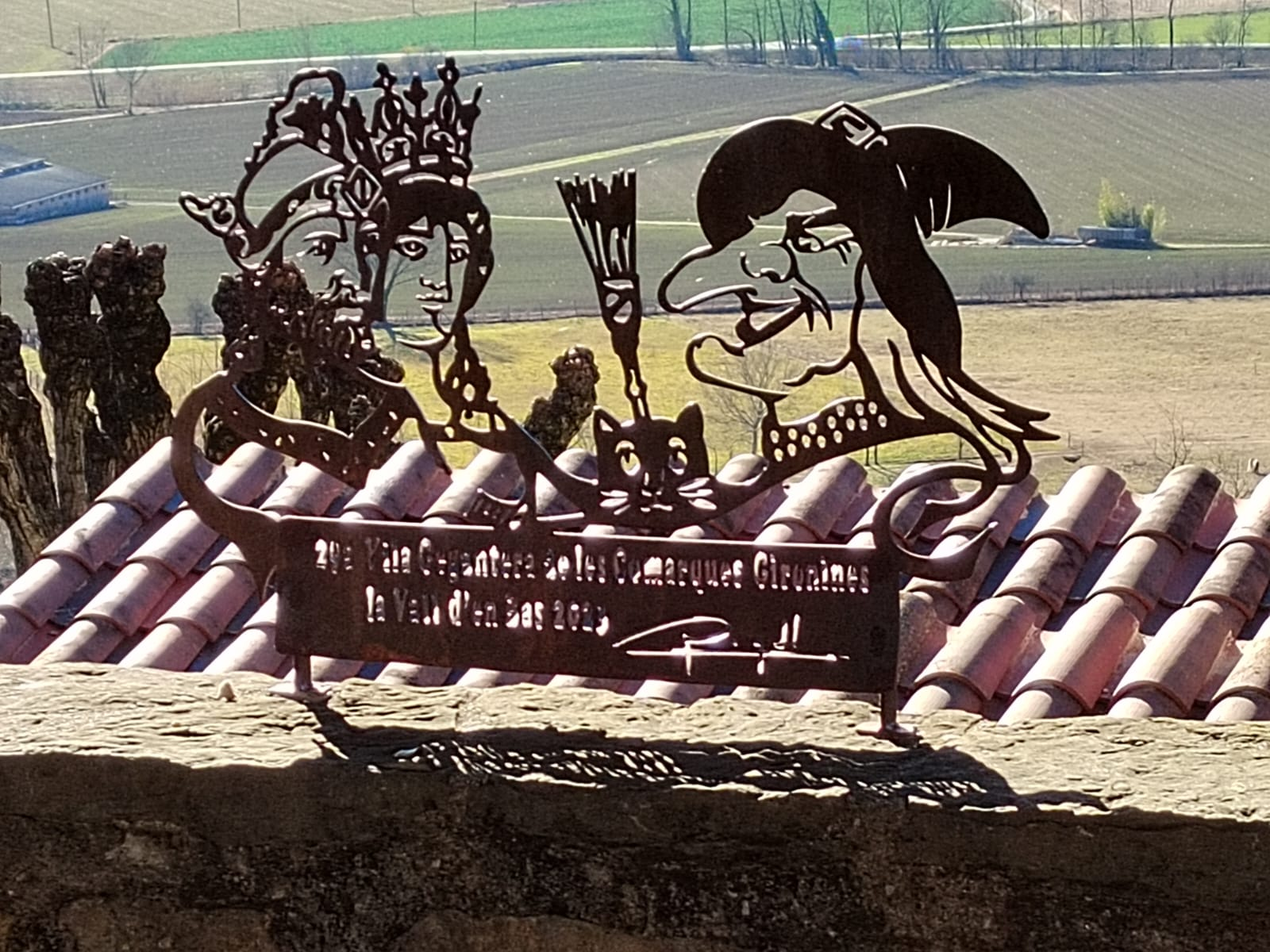
Placa commemorativa del nomenament de la Val d'en Bas (Catalunya) com a 29a Vila Gegantera de les Comarques Gironines l'any 2023

Àngel Rigall i Verdaguer (Olot, 1963) és un pintor, escultor i educador d'art català.

## Vida i treball
Àngel Rigall es va graduar de primària i secundària a Olot. A més, va completar formació administrativa en un col·legi comercial d’Olot. Posteriorment es va inscriure a l'Escola d'Art d'Olot i es va llicenciar en arts aplicades en el camp de l'escultura. Més endavant, realitzà cursos de pintura a l'Escola de la Llotja de Barcelona. Del 2010 al 2013 es va tornar a inscriure a l’Acadèmia d’Art d’Olot per tal d’aprendre i interioritzar les tendències i tècniques actuals en escultura.
Amb vint-i-set anys va tornar a Olot. Durant aquest temps, va crear la sèrie "Africana", en què representava persones de pell fosca. Així, va pintar les mans d'un noi de color fosc quan encara poca gent d'altres cultures havia arribat a la seva ciutat natal d’Olot. El fascinava l'acolorida indumentària de la cultura africana. Aquest entusiasme per l'estètica d'aquesta cultura es va reflectir en nombrosos retrats de l'època i el va portar a emprendre un viatge d'estudis al Senegal el 1991. En aquestes imatges utilitzava les tècniques de carbó vegetal, pastel, acrílic i aerògraf. També ha treballat sovint amb tècniques mixtes. El 1995 va seguir el cicle artístic "Silenci". Aquestes imatges estaven estructurades per xarxes de fulles de plataners. Les fulles van créixer, van caure de l’arbre i es van convertir en protagonistes de les seves pintures. En aquestes pintures és difícil distingir entre fons i forma. Les fulles cobreixen el cap d’un nu femení amb una gran sensibilitat, per exemple, o emmarquen parts del cos com els llavis. Va seguir una sèrie de "pintures del cel", en què va representar les capricioses imatges de núvols de la Garrotxa natal, vorejades per les muntanyes d'aquesta zona com el Puigsacalm. En aquestes obres no va seguir la tècnica tradicional de composició de l'escola de pintura de paisatges d’Olot. La sèrie d’escultures "Dones" també va cridar molt l’atenció. El crític d'art olotí Domènec Moli escriu sobre l'enfocament artístic de Rigall: "Sense deixar el realisme, Àngel Rigall busca noves formes i horitzons innovadors".
El 1990 Àngel Rigall va participar per primera vegada en una exposició col·lectiva a la Sala Vayreda d’Olot. Fins al 2020, ha participat com a pintor i escultor en més de cent exposicions individuals i col·lectives a Olot, Mallorca, i a tot Catalunya. Als anys noranta, juntament amb Tavi Algueró,  Adrià Creus, Toni Tort, formà part del grup d’artistes olotins anomenat Cingle Quatre. I també a la zona de Stuttgart. Diverses de les seves escultures es troben en espais públics de localitzacions catalanes. Amb el seu company artista Tavi Algueró, ha restaurat i creat una seixantena de figures populars (gegants, caps tossuts, cavalls, bruixes i animals de tota mena) per a la Faràndula, és a dir, aquelles figures que són representatives d'un districte o d'un poble de Catalunya, i que la comunitat passeja en les processons de la festa.
Àngel Rigall treballa com a professor d’art a l'Escola Municipal d’Expressió d’Olot. A més, imparteix cursos d’art i escultura per a joves, adults i gent gran al seu estudi a Olot.